# Basanoi
Basanoi (Singular: Basanos; altgriechisch βάσανος = Prüfstein) war im antiken Athen ein juristischer Fachbegriff für die Folter und auch für die damit erzwungenen Zeugenaussagen. Zur Zeit der attischen Demokratie durften Vollbürger nicht gefoltert werden. Für Sklaven war sie als Strafe oder zum Erzielen einer Zeugenaussage jedoch zulässig. Auch freie Nichtbürger konnten gefoltert werden, doch geschah dies in der Regel nur bei Staatsverbrechen und Kapitaldelikten.
Basanoi konnten während der Vorbereitungen zu einer Gerichtsverhandlung planmäßig durchgeführt werden. Aus der Tatsache, dass Sklaven keine Rechtssubjekte waren, ergab sich, dass sie nicht selbstständig vor Gericht auftreten konnten und ihre Aussagen somit keine Gültigkeit hatten. Um sie dennoch als Beweismittel verwerten zu können, mussten sie unter Folter abgenommen werden. Im weiteren Prozessverlauf unterschied man zwischen diesen (nach der Art ihres Zustandekommens ebenfalls Basanoi genannten) Aussagen und den Zeugenaussagen freier Bürger (altgriechisch μαρτυρίαι; martyríai). Die Heranziehung dieses Beweismittels bedurfte der Einwilligung der anderen Prozesspartei, welche dazu eine förmliche Aufforderung erhielt. Diese konnte ohne rechtliche Nachteile abgelehnt werden. Auch der Eigentümer des Sklaven musste seine Zustimmung zu dem Verfahren geben. In außerordentlichen Fällen von hoher Bedeutung für das Gemeinwesen konnte die Zustimmung des Eigentümers entfallen.